# Teorema de Pitágoras inverso
| Base pitagórica triple | AC          | BC          | CD          |           | AB |
| --- | ----------- | ----------- | ----------- | --------- | -- |
| (3, 4, 5) | 20 = 4×5    | 15 = 3×5    | 12 = 3×4    | 25 = 52   |    |
| (5, 12, 13) | 156 = 12×13 | 65 = 5×13   | 60 = 5×12   | 169 = 132 |    |
| (8, 15, 17) | 255 = 15×17 | 136 = 8×17  | 120 = 8×15  | 289 = 172 |    |
| (7, 24, 25) | 600 = 24×25 | 175 = 7×25  | 168 = 7×24  | 625 = 252 |    |
| (20, 21, 29) | 609 = 21×29 | 580 = 20×29 | 420 = 20×21 | 841 = 292 |    |
| Todos los triples pitagóricos inversos primitivos enteros positivos que tengan hasta tres dígitos, con la hipotenusa por comparación. |             |             |             |           |    |

Comparación del teorema de Pitágoras inverso con el teorema de Pitágoras utilizando el triple de Pitágoras inverso de número entero positivo más pequeño de la tabla siguiente.

En geometría, el teorema de Pitágoras inverso (también conocido como el teorema de Pitágoras recíproco o el teorema de Pitágoras al revés) es la siguiente:
Sean A, B los puntos extremos de la hipotenusa de un triángulo rectángulo △ABC. Sea D el pie de una perpendicular tendida desde C, el vértice del ángulo recto, hasta la hipotenusa. Entonces
{\displaystyle {\frac {1}{CD^{2}}}={\frac {1}{AC^{2}}}+{\frac {1}{BC^{2}}}.}
Este teorema no debe confundirse con la proposición 48 del libro 1 de los Elementos de Euclides, la inversa del teorema de Pitágoras, que afirma que si el cuadrado de un lado de un triángulo es igual a la suma de los cuadrados de los otros dos lados, entonces los otros dos lados contienen un ángulo recto.

## Prueba
El área del triángulo △ABC puede expresarse en términos de AC y BC, o bien de AB y CD:
{\displaystyle {\begin{aligned}{\tfrac {1}{2}}AC\cdot BC&={\tfrac {1}{2}}AB\cdot CD\\[4pt](AC\cdot BC)^{2}&=(AB\cdot CD)^{2}\\[4pt]{\frac {1}{CD^{2}}}&={\frac {AB^{2}}{AC^{2}\cdot BC^{2}}}\end{aligned}}}
dado CD > 0, AC > 0 y BC > 0.
Usando el Teorema de Pitágoras,
{\displaystyle {\begin{aligned}{\frac {1}{CD^{2}}}&={\frac {BC^{2}+AC^{2}}{AC^{2}\cdot BC^{2}}}\\[4pt]&={\frac {BC^{2}}{AC^{2}\cdot BC^{2}}}+{\frac {AC^{2}}{AC^{2}\cdot BC^{2}}}\\[4pt]\quad \therefore \;\;{\frac {1}{CD^{2}}}&={\frac {1}{AC^{2}}}+{\frac {1}{BC^{2}}}\end{aligned}}}
como arriba.
Fíjese en particular:
{\displaystyle {\begin{aligned}{\tfrac {1}{2}}AC\cdot BC&={\tfrac {1}{2}}AB\cdot CD\\[4pt]CD&={\tfrac {AC\cdot BC}{AB}}\\[4pt]\end{aligned}}}

## Caso especial de la curva cruciforme
La curva cruciforme o curva en cruz es una curva plana cuaternaria dada por la ecuación
{\displaystyle x^{2}y^{2}-b^{2}x^{2}-a^{2}y^{2}=0}
donde los dos parámetros que determinan la forma de la curva, a y b son cada uno CD.
Sustituyendo x por AC e y por BC se obtiene
{\displaystyle {\begin{aligned}AC^{2}BC^{2}-CD^{2}AC^{2}-CD^{2}BC^{2}&=0\\[4pt]AC^{2}BC^{2}&=CD^{2}BC^{2}+CD^{2}AC^{2}\\[4pt]{\frac {1}{CD^{2}}}&={\frac {BC^{2}}{AC^{2}\cdot BC^{2}}}+{\frac {AC^{2}}{AC^{2}\cdot BC^{2}}}\\[4pt]\therefore \;\;{\frac {1}{CD^{2}}}&={\frac {1}{AC^{2}}}+{\frac {1}{BC^{2}}}\end{aligned}}}
Los triples pitagóricos inversos pueden generarse utilizando parámetros de tipo entero t y u de la siguiente manera.
{\displaystyle {\begin{aligned}AC&=(t^{2}+u^{2})(t^{2}-u^{2})\\BC&=2tu(t^{2}+u^{2})\\CD&=2tu(t^{2}-u^{2})\end{aligned}}}

## Aplicación
Si se colocan dos lámparas idénticas en A y B, el teorema y la ley del cuadrado inverso implican que la intensidad luminosa en C es la misma que cuando se coloca una sola lámpara en D.